# Biserica fortificată din Brădeni
Biserica evanghelică fortificată din Brădeni, județul Sibiu, a fost construită în secolul XIV. Figurează pe lista monumentelor istorice 2010, cod LMI SB-II-a-A-12340, cu următoarele obiective:
- cod LMI SB-II-a-A-12340.01 - Biserica evanghelică fortificată, 1476 - 1507, 1769;
- cod LMI SB-II-a-A-12340.02 - Incintă fortificată, cu turnuri (inclusiv cel transformat în casa paznicului cetății), cca. 1520;

## Localitatea
Brădeni mai demult Brădenii, Hendorf, Heghig (în dialectul săsesc Händerf, Hendref, în germană Henndorf, Hegendorf, în maghiară Hégen, Henningfalva) este un sat în județul Sibiu, Transilvania, România. Este reședința comunei Brădeni.
Prima ei denumire este "terra Heen" din anul 1297 pentru ca în 1349 să fie menționată ca "Villa Hegun". Prima atestare documentară a bisericii cu hramul Sfântului Andrei a avut loc în 1350 printr-un document prin care se obține o indulgență pentru închinătorii bisericii, ca urmare a cererii făcute  la Roma, de trei localnici: Herbord, Vasmuet și Andrei. Astfel de indulgențe s-au mai obținut între anii 1406 - 1416 de către episcopul Ștefan și în 1466 indulgență acordată de episcopul catolic Johan din Moldova, sufragan al Episcopiei de Alba Iulia. Biserica a fost bine întreținută ca urmare a acestor indulgențe, ea jucând probabil și rolul unui edificiu de pelerinaj. Fortificațiile au fost ridicate deja în anul 1507, în schimb nu se cunosc informații despre biserică despre care nu se știe dacă a fost reconstruită din temelii sau dacă au fost folosite structurile bisericii mai vechi din secolul al XIV-lea.
Regele Sigismund de Luxemburg, în anul 1426, a acordat așezării privilegiul de a primi iobagi și coloniști, precum și de a ține târg săptămânal:
„... era proprietatea noastră Heendorf, numită altminteri și Hegen ( [...] possessionis nostrae Henndorf alia nomine Hegen vocatae )”
Sigismund acordă în 1427 privilegiul de a ține iarmaroc de Sfântul Andrei. Privilegii se acordă și pe plan bisericesc, astfel episcopul Blasius de Timișoara acordă o indulgență de 40 de zile urmată de una de 100 de zile, în 1483, prelungită ulterior cu încă 40 de zile; în 1497 având din nou încă 100 de zile. Toate sumele obținute cu aceste ocazii au fost direcționate pentru construirea bisericii noi. Localitatea a primit de asemenea și scutiri de taxe și impozite în anul 1507, sume care au fost investite în construirea edificiului religios. Aceste scutiri se ridicau la suma de 10 guldeni.
Având numeroase privilegii și libertăți, localitatea a beneficiat de o deschidere europeană deosebită, fapt care a făcut ca mai mulți  localnici să fie trimiși să studieze la Universitatea din Viena în perioada 1471 - 1472 și 1512. Creșterea demografică a fost și ea una semnificativă, astfel în localitate se înregistrau în anul 1593, 185 de plătitori de taxe, în anul 1786, 899 de plătitori iar în 1910 existau 1035 de locuitori. După acest an a început declinul demografic, ca mai în toate satele săsești din Podișul Hârtibaciului, astfel încât în 1940 mai erau doar 620 de lutherani iar în 1995 comunitatea să fie doar de 17 membri. Casa parohială a fost vândută cu 3 ani înainte, adică în 1992.

## Biserica evanghelică
Zidurile bisericii, groase de 1,20 metri și înalte de 12 metri, au avut și rol de apărare. Deși pare opacă și simplă pe dinafară, lăcașul este bogat ornamentat pe dinăuntru. Are o sală  și un  cor  pentagonal, iar pe fațada apuseană se află portalul  principal, singura intrare inițială în biserică, care era probabil închis cu o hersă. În tribuna orgii aflată deaspura altarului se poate ajunge prin intermediul unei scări circulare. Există de asemenea alte scări alipite de latura nordică prin care se comunică cu caturile de apărare, unde inițial se ajungea doar prin interiorul sălii și al sacristiei. În momentul închiderii hersei portalului de vest, biserica se transforma într-o cetățuie inexpugnabilă. Dacă totuși atacatorii treceau, ei mai aveau de trecut și de alte patru camere suprapuse, care puteau fi blocate fiecare în mod individual. Fortificația era prevăzută și cu camere de păstrare a proviziilor, de obicei slănina precum și o fântână cu apă potabilă. La nivelurile superioare ale bisericii, în cele două caturi de apărare există un depozit unicat în țară numit Stollentruhen, care constă din 140 de cufere cu patru picioare, unele datând din secolul al XVI-lea, ele având rol de mobilă sau de lăzi pentru provizii. Cuferele sunt decorate pe margini și pe laturi cu elemente decorative zoomorfe și antropomorfe de culoare brun-roșcat și albastru. Deseori, în ele se păstrau și haine de sărbătoare din piele, blană sau postav și mai recent butoiașe de țuică, sticle de vin, prune uscate, cârnați afumați sau făină. Aceste tradiții sunt exprimate în mod plastic și în picturile de natură moartă care împodobesc tribunele, având fiecare scrise dedesupt scurtele lor povești. Picturile sunt datate în anul 1776.

## Fortificația

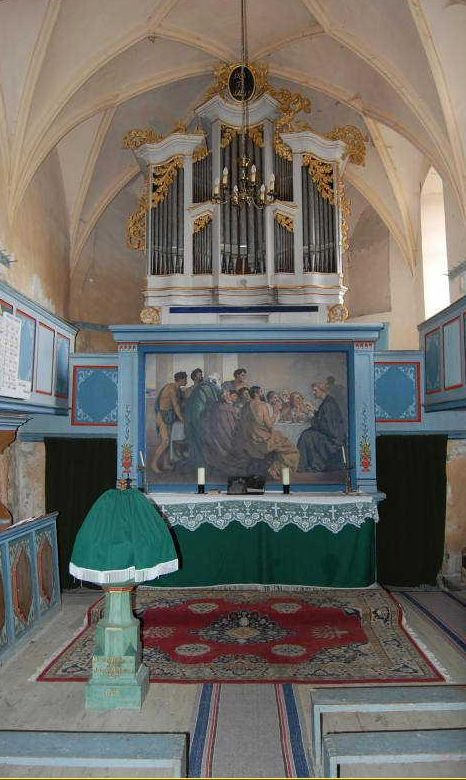
Arthur Coulin - Cina cea de taină

Fortificația dimprejur a fost construită imediat după terminarea bisericii, la începutul secolului al XVI-lea, și este de formă patrulateră, fiind prevăzută cu patru bastioane  rectangulare în cele patru colțuri. Bastionul de nord-est a fost demolat, iar cel din sud-est a fost reclădit în 1866. Inițial zidurile fortificației aveau înălțimea de 5 sau 6 metri. Zidul sud - estic a fost dublat cu unul exterior în secolul al XVII-lea. De asemenea au fost făcute intrări acoperindu-se totul cu un șopron în care se depozitau cereale.

## Galerie de imagini

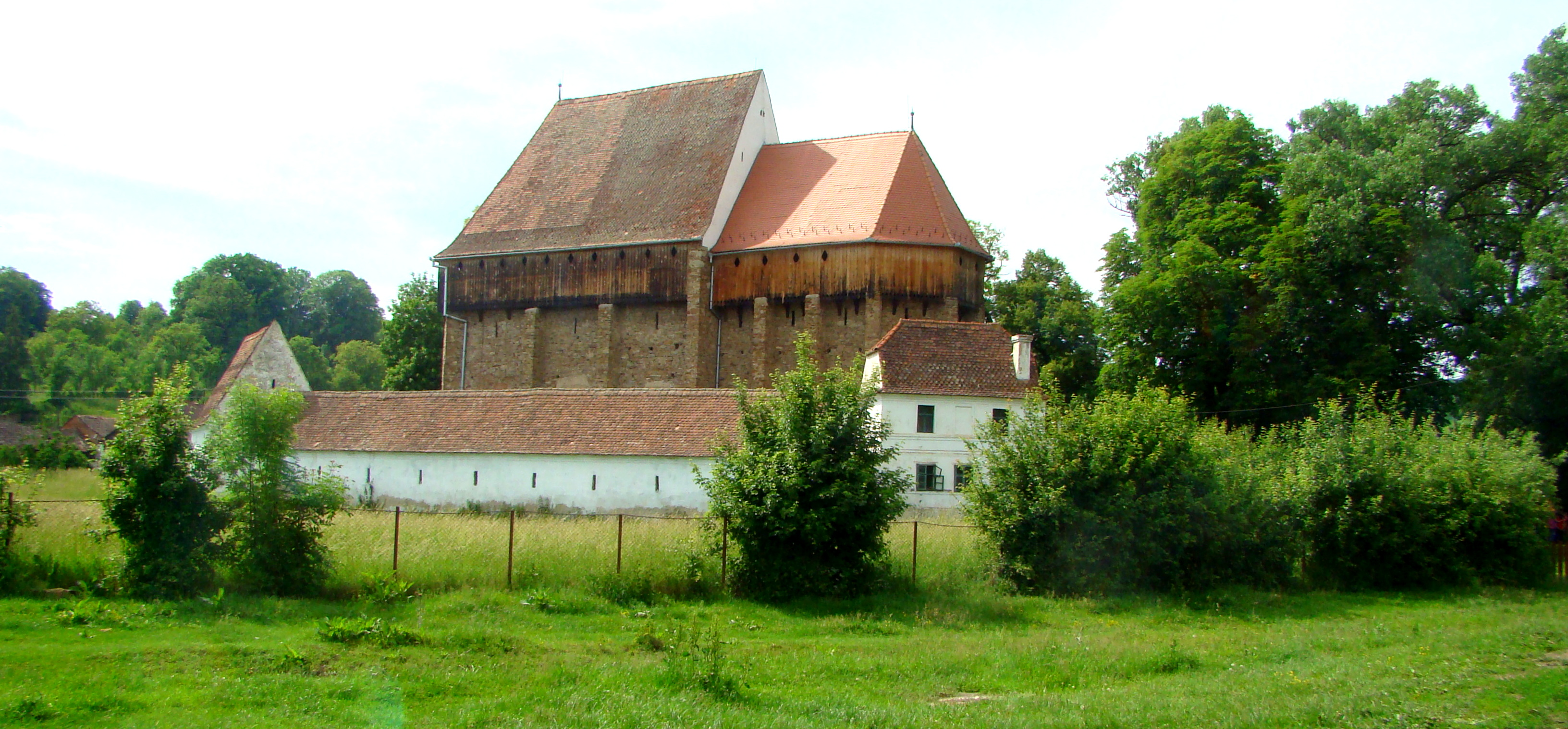
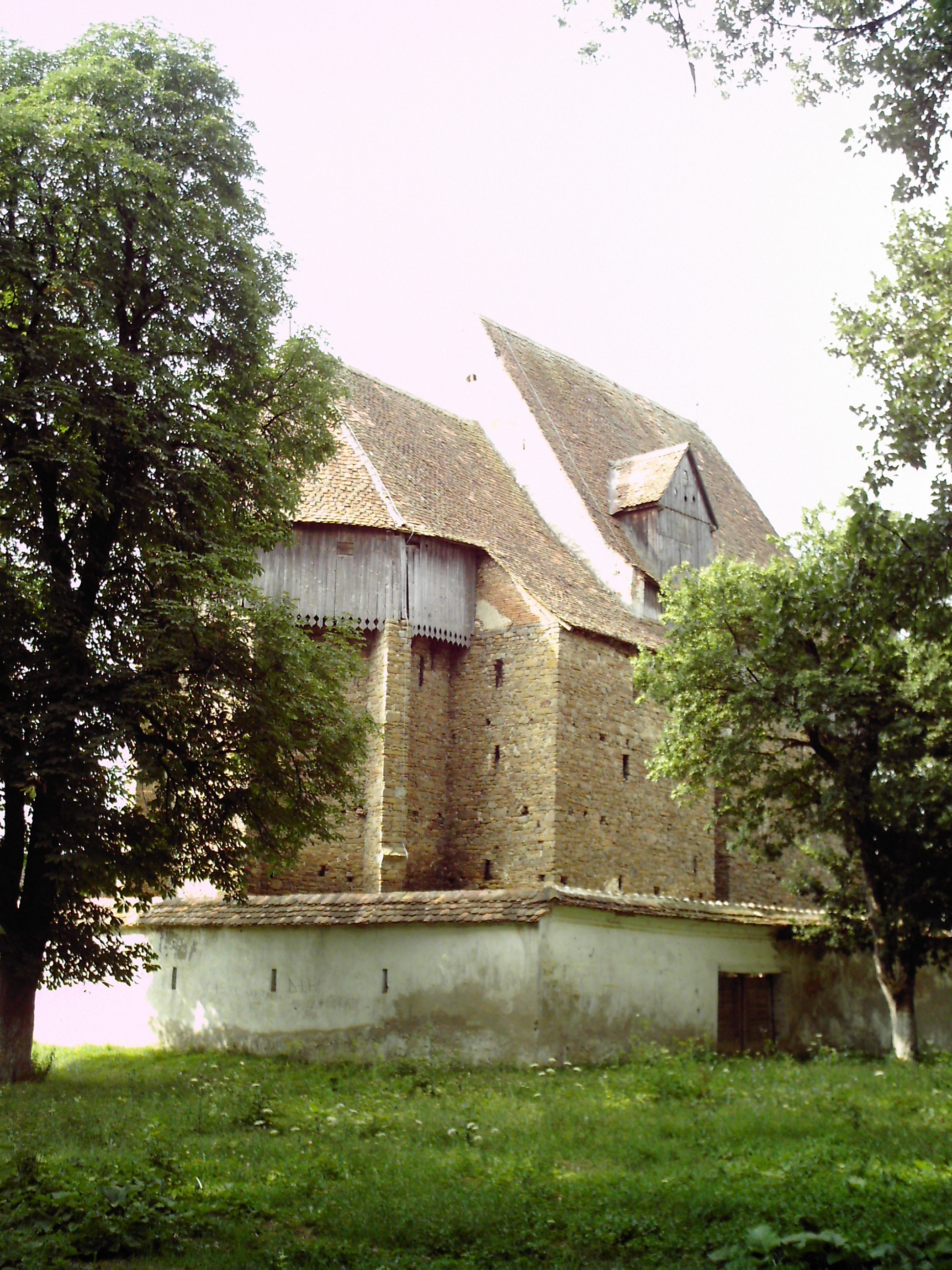
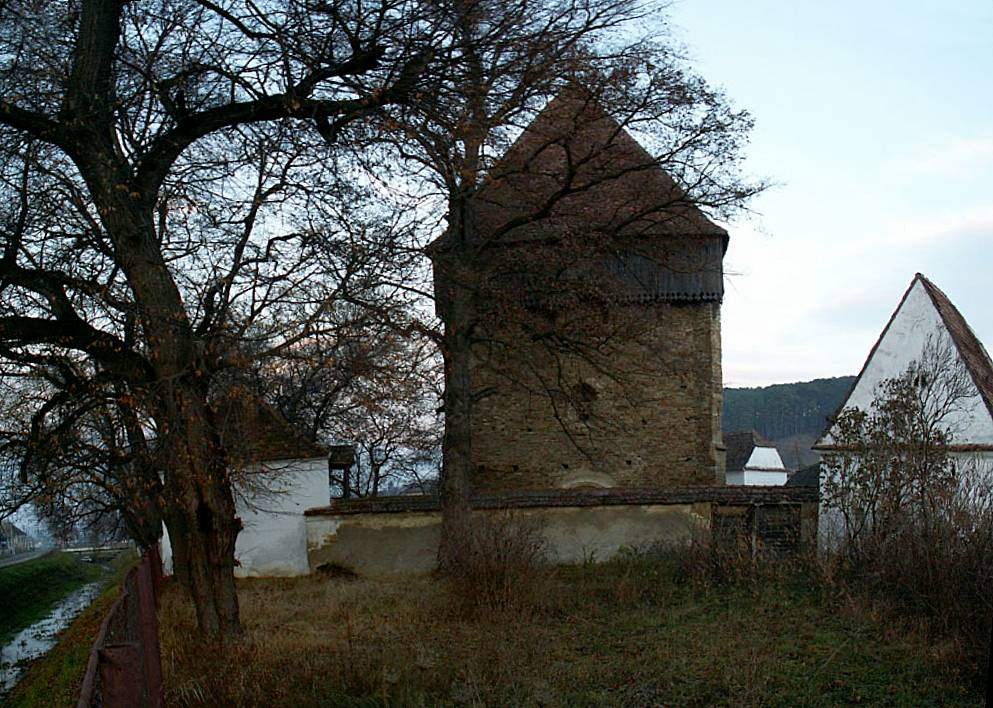
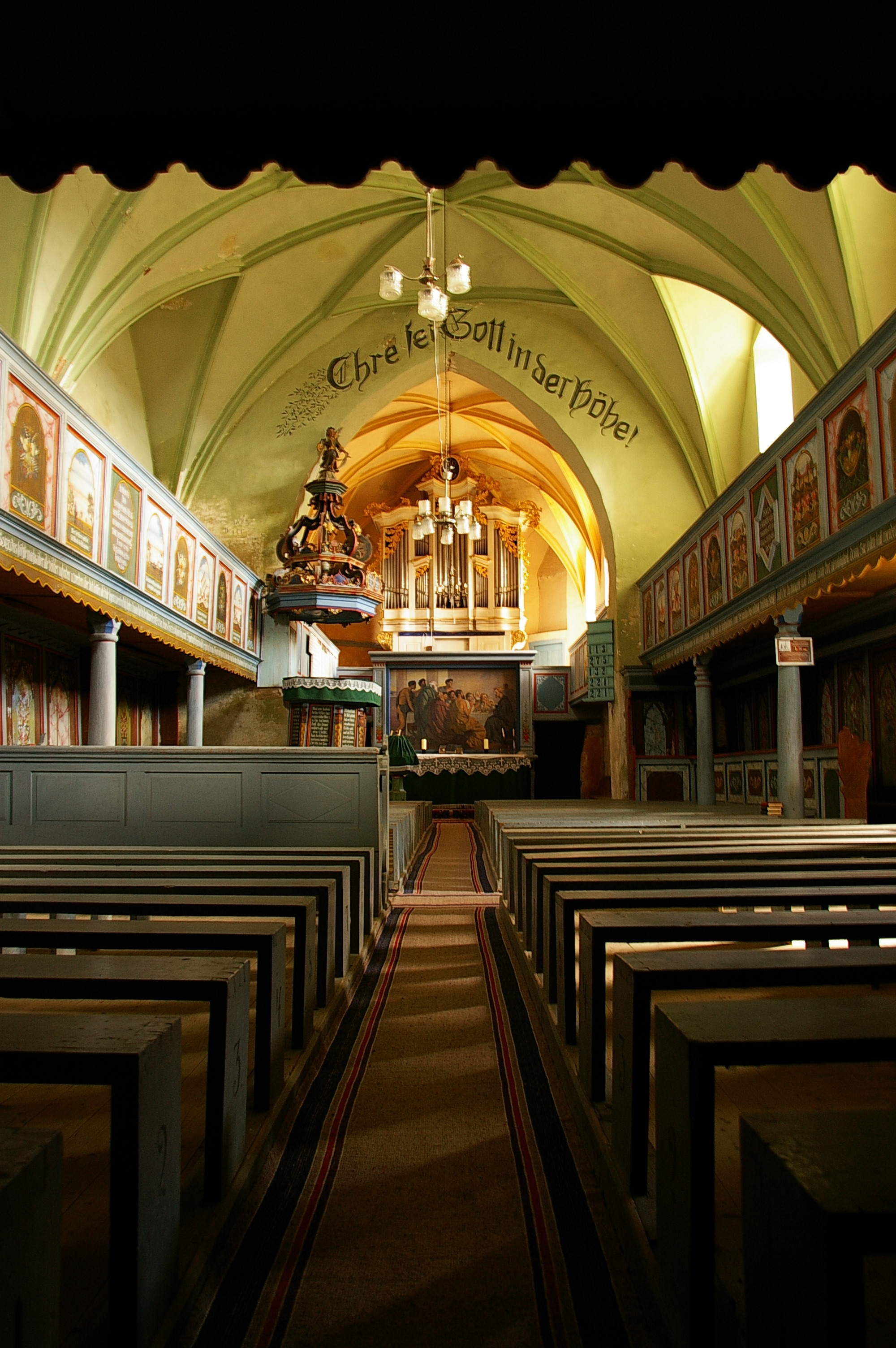
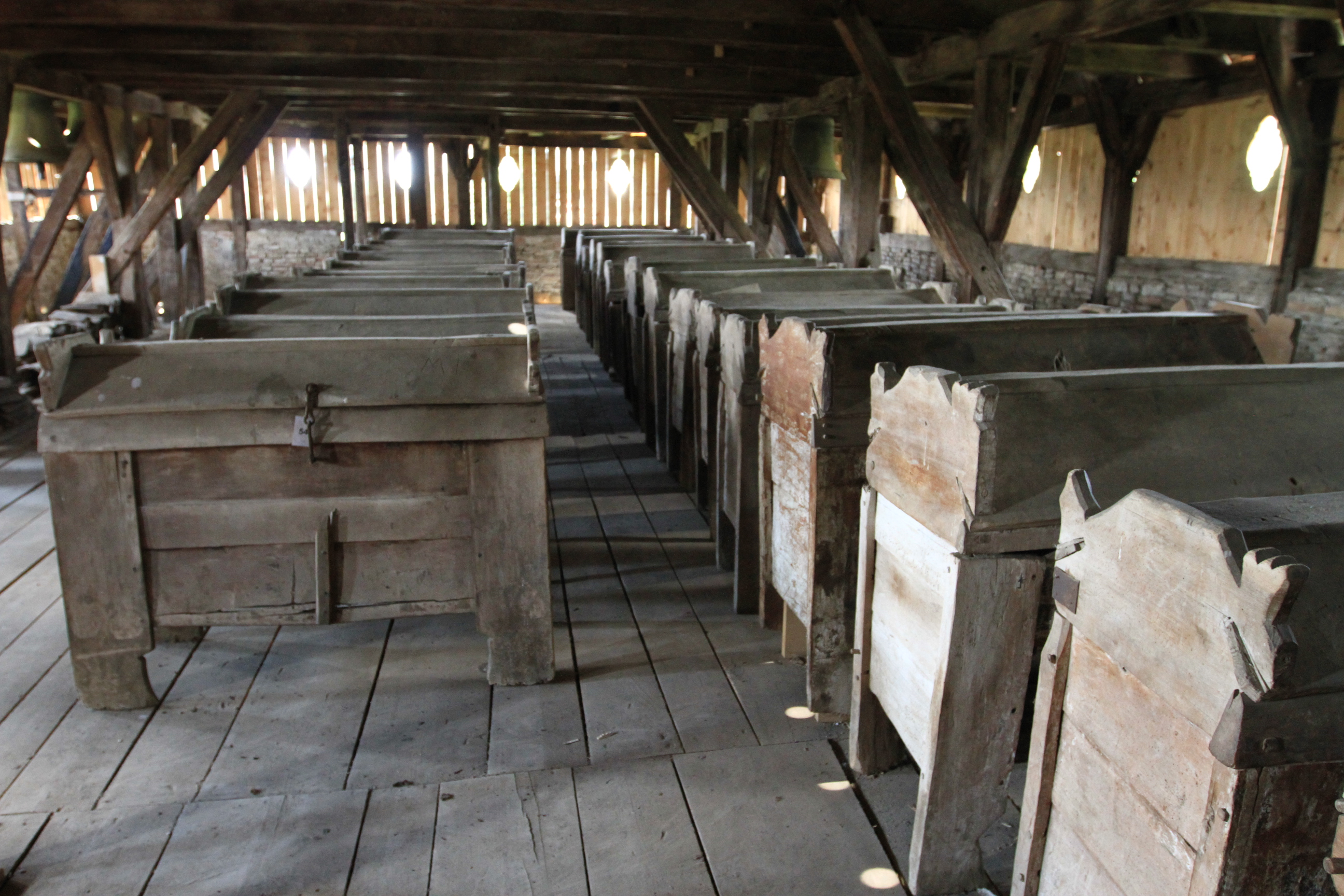
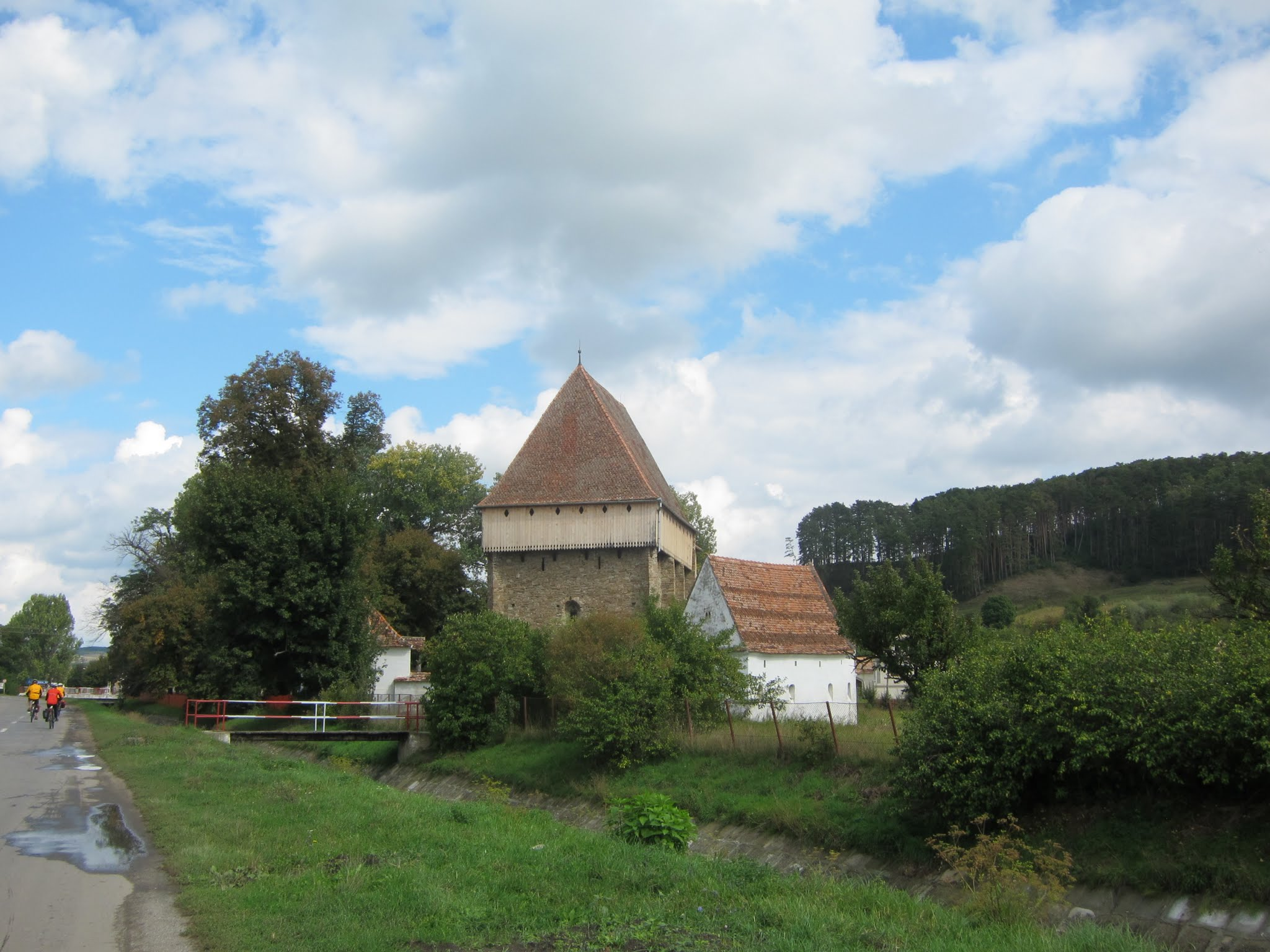
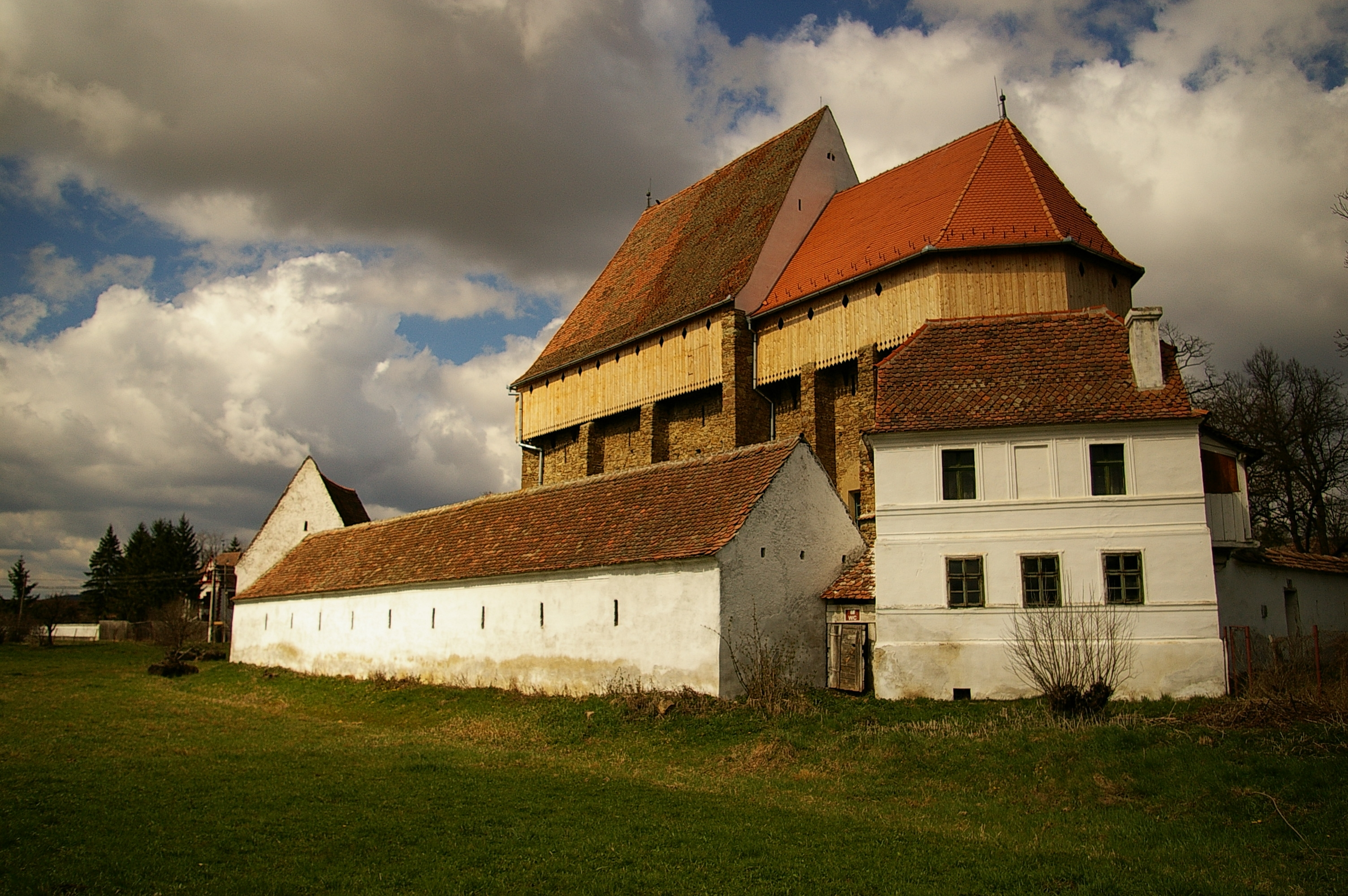
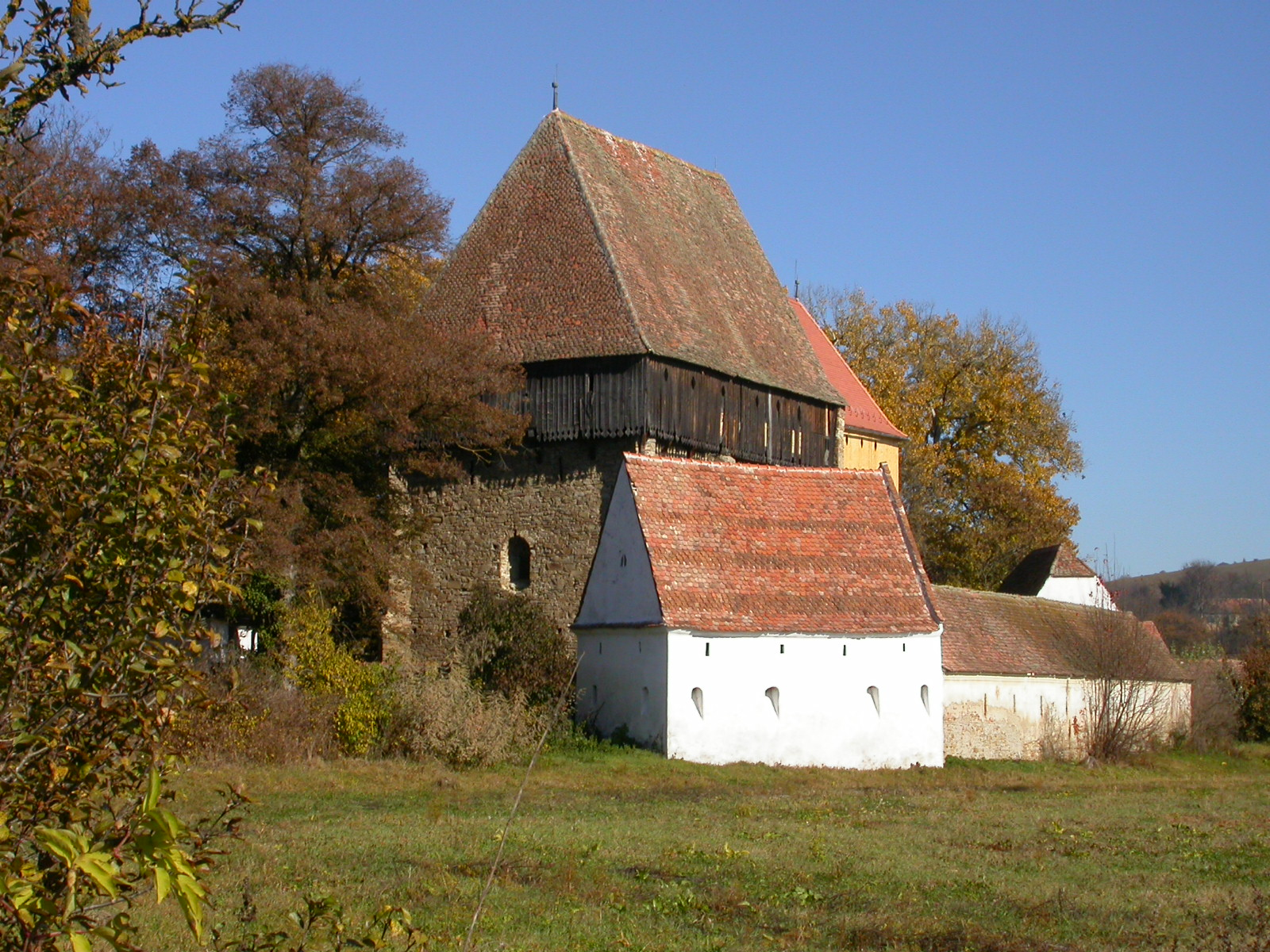
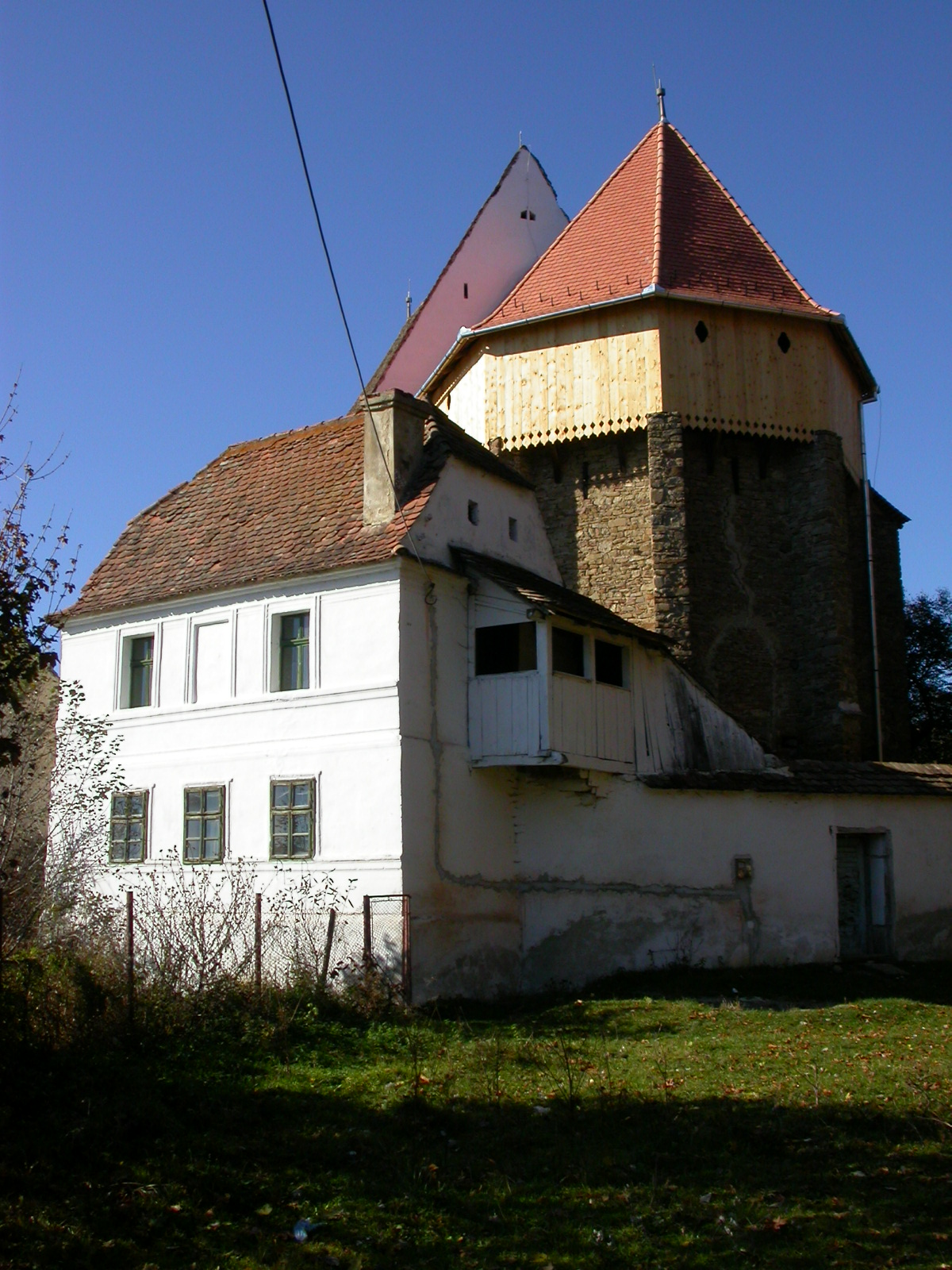
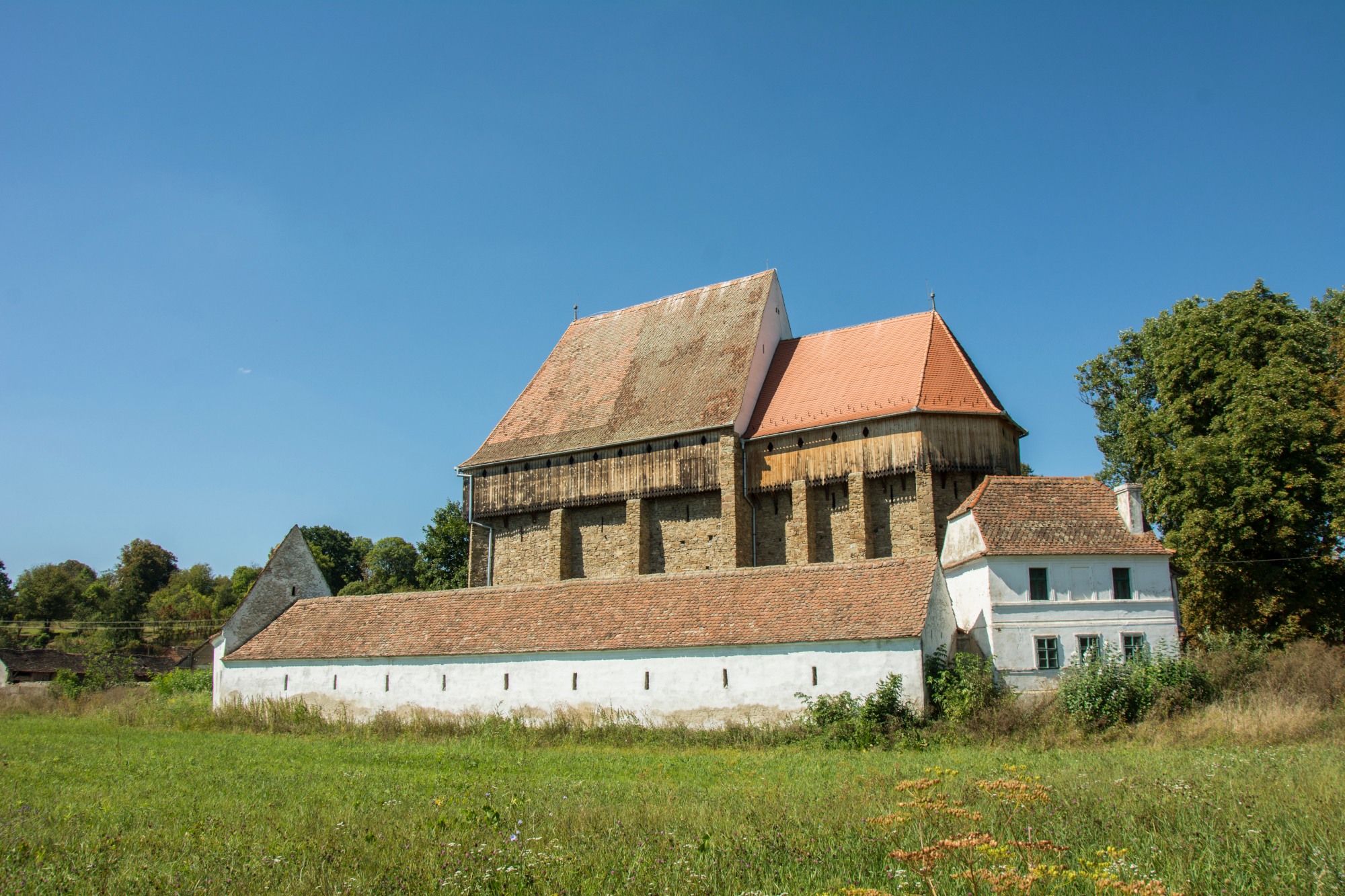